# 2nd Maryland Infantry, Eastern Shore
Deuxième régiment d'infanterie du Maryland, côte orientale
Le 2nd Maryland Infantry, Eastern Shore est un régiment d'infanterie qui sert dans l'armée de l'Union pendant la guerre de Sécession.

## Service
Le 2nd Maryland Infantry, Eastern Shore est organisé à Charlestown, au Maryland à partir du 2 octobre 1861 et entre en service pour une durée de trois ans.
Le régiment est affecté dans la division de Dix dans l'armée du Potomac, jusqu'en mars 1862. Il est dans le département de la rive orientale du Maryland et du centre de la Virginie jusqu'en juillet 1862. Il est ensuite dans le district de la rive orientale du VIIIe corps, dans le département du milieu, jusqu'en mars 1863. 
Il est affecté à la première brigade séparée du VIIIe corps jusqu'en juin 1863. Il est dans la brigade de Lockwood du VIIIe corps jusqu'en juillet 1863. Il est dans la deuxième brigade de la première division, XIIe corps de l'armée du Potomac jusqu'en juillet 1863. Il est dans la deuxième brigade, à Maryland Heights, dans la division de Virginie-Occidentale jusqu'en décembre 1863. Il est affecté dans la deuxième brigade de la première division, en Virginie-Occidentale jusqu'en avril 1864. 
Il est dans la première brigade de la première division d'infanterie de Virginie-Occidentale jusqu'en juillet 1864. Il est dans la deuxième brigade de la première division d'infanterie de Virginie-Occidentale jusqu'en octobre 1864. 
Le régiment est affecté dans la division de réserve, dans le district de Harpers Ferry, en Virginie-Occidentale jusqu'en février 1865.
Le 2nd Maryland Infantry, Eastern Shore cesse d'exister le 23 février 1865, après avoir été consolidé avec le 1st Maryland Infantry, Eastern Shore.

## Service détaillé

### 1862
Le 2nd Maryland Infantry, Eastern Shore est en service sur la rive orientale du Maryland jusqu'en mars 1862, et à Baltimore jusqu'en octobre 1862. 

### 1863
Le 2nd Maryland Infantry, Eastern Shore revient sur la rive orientale du Maryland jusqu'en juin 1863 puis à Baltimore en Juin 1863. Il rejoint la brigade de Lockwood à Frederick, dans le Maryland, le 6 juillet 1863. Il part à la poursuite de Lee du 6 au 14 juillet. Il participe à la bataille de Falling Waters le 14 juillet(p31). Il est affecté pour un service à Maryland Heights le 17 juillet. 

### 1864
Le 2nd Maryland Infantry, Eastern Shore y garde le chemin de fer de Baltimore & de l'Ohio jusqu'en avril 1864. Il participe à l'expédition de Hunter à Lynchburg, en Virginie, du 26 mai au 1er juillet. Il avance sur Staunton le 26 mai au 6 juin. Il participe à une action à Piedmont et à Mt. Crawford, le 5 juin(p31). Il participe à l'occupation de Staunton le 6 juin. Il est à Lexington le 12 juin et à Buchanan, le 14 juin. Il est ensuite à Liberty le 16 juin et prend part à la bataille de Lynchburg les 17 et 18 juin(p31). Il retraite vers la rivière Ohio  du 19 juin au 1er juillet. Il est à Salem le 21 juin.
Il part dans la vallée de la Shenandoah du 1 au 17 juillet. Il est à Snicker's Gap le 18 juillet. Il participe à la bataille de Winchester le 24 juillet(p31),. Il est à Martinsburg, le 25 juillet et prend part à la bataille de Strasburg les 14 et 15 août(p31). Il prend part à la bataille de Bolivar Heights le 24 août et à celle de Berryville le 3 septembre(p31). 

### 1865
Le 2nd Maryland Infantry, Eastern Shore  effectue son service en Virginie-Occidentale jusqu'en février 1865. Il est consolidé avec le 1st Maryland Infantry, Eastern Shore le 23 janvier 1865(p31).

## Pertes
Le régiment perd un total de 73 hommes pendant son service ; 10 soldats tués ou blessés mortellement, 1 officier et 62 soldats morts de maladie.